# Esther Arizmendi
Maria Esther Arizmendi Gutiérrez (Madrid, 14 de març de 1956 - Madrid, 19 de novembre de 2017) va ser una advocada i jurista espanyola. Va ser la primera presidenta del Consell de Transparència i Bon Govern, organisme espanyol de lluita contra la corrupció.

## Biografia
Esther Arizmendi, llicenciada en Dret i tècnic superior de l'Administració Civil de l'Estat des de 1982, va passar 35 anys per diferents càrrecs de l'administració pública. Va morir el diumenge 19 de novembre de 2017 després d'“una llarga lluita contra la malaltia”, segons un comunicat de l'organisme que presidia.

## Trajectòria
Esther Arizmendi va exercir de secretària provincial d'Agricultura de Madrid (1982-1983) i de responsable del servei de procediment de la Sotsdirecció General de Defensa contra Fraus del Ministeri d'Agricultura, Pesca i Alimentació (1983-1989). Més tard va ser cap de l'Àrea de desenvolupament normatiu local del Ministeri d'Administracions Públiques, en el qual posteriorment va ocupar diferents llocs de responsabilitat. En 2012 va ser nomenada directora general de Modernització Administrativa, Procediments i Impuls de l'Administració Electrònica. En funció del seu càrrec, va ser ponent de la Comissió per a la Reforma de les Administracions Públiques del Govern espanyol, així com presidenta de la Subcomissió de Simplificació Administrativa, fins al seu nomenament per a l'organisme de la Transparència.

## Consell de Transparència i Bon Govern
Va ser la primera presidenta del primer organisme de transparència creat pel Govern espanyol. Nomenada el 12 de desembre de 2014, per un període de cinc anys, va haver de fer front a una veritable tempesta política per la sortida a la llum de múltiples casos de corrupció.